# Arseniusz Jermoliński

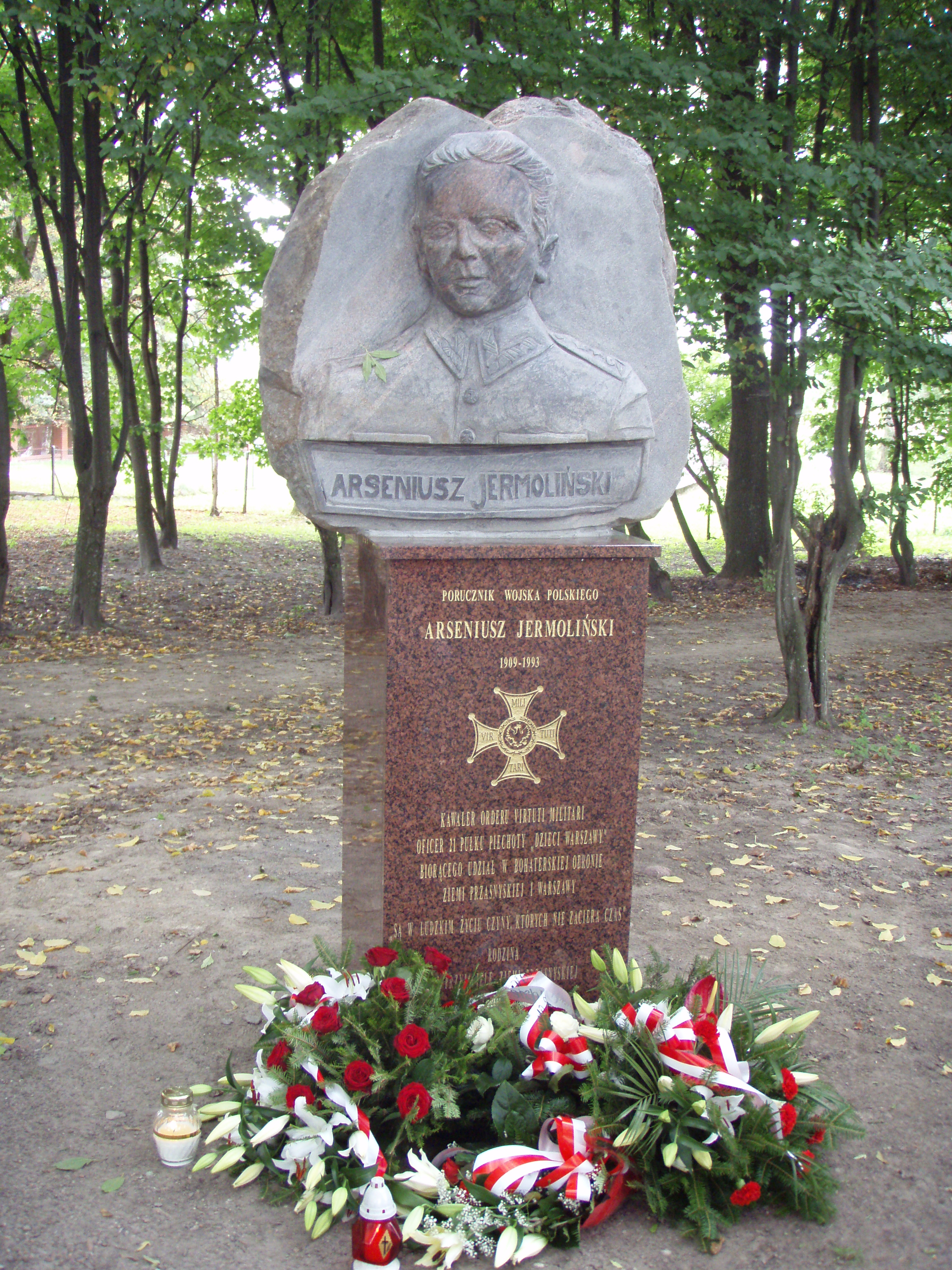
pomnik por. Arseniusza Jermolińskiego w Parku Dydaktycznym w Rostkowie

Arseniusz Jermoliński (ur. 12 czerwca 1909 w Warszawie, zm. 7 sierpnia 1993 w Przasnyszu) – porucznik piechoty Wojska Polskiego, uczestnik kampanii wrześniowej, kawaler Orderu Virtuti Militari.

## Dzieciństwo i wykształcenie
Urodził się i wychował w Warszawie, w rodzinie inteligenckiej. Ojciec Mikołaj i brat zginęli w trakcie rewolucji bolszewickiej. Matka wraz z córkami uciekła do Warszawy. Najmłodszy z rodzeństwa.

## Służba w Wojsku Polskim w latach 1929–1939
Od 10 listopada 1929 roku do 15 sierpnia 1932 roku był słuchaczem Szkoły Podchorążych Piechoty w Ostrowi Mazowieckiej-Komorowie. 7 sierpnia 1932 roku Prezydent RP Ignacy Mościcki mianował go podporucznikiem ze starszeństwem z dniem 15 sierpnia 1932 roku i 361. lokatą w korpusie oficerów piechoty, a generał dywizji Kazimierz Fabrycy w zastępstwie Ministra Spraw Wojskowych przydzielił z dniem 1 września 1932 roku do 37 pułku piechoty w Kutnie na stanowisko dowódcy plutonu z zastrzeżeniem, że przydział do kompanii ciężkich karabinów maszynowych mógł nastąpić po roku dowodzenia plutonem w kompanii strzeleckiej. Po okresie dowodzenia plutonem powierzono mu dowództwo kompanii ciężkich karabinów maszynowych. W okresie od 3 października 1934 roku do 12 kwietnia 1935 roku odbył staż w 26 Kompanii Telegraficznej w Skierniewicach. 1 października 1936 roku został przeniesiony do 21 pułku piechoty w Warszawie na stanowisko dowódcy kompanii ckm. W okresie od 22 marca 1938 roku do 4 października 1938 roku dowodził Oddziałem Wartowniczym Wojskowej Składnicy Tranzytowej na Westerplatte. 23 października 1938 objął dowództwo 3 kompanii ciężkich karabinów maszynowych 21 pp i sprawował je do 4 października 1939 roku. W międzyczasie, w 1939 roku, ukończył kurs dowódców kompanii w Centrum Wyszkolenia Piechoty w Rembertowie.

## Kampania wrześniowa 1939
Początek wojny zastał go w Szulmierzu, gdzie znajdował się 21 pp „Dzieci Warszawy”. 3 września 1939 roku jednostka wkroczyła do walki. W późniejszym okresie wraz ze swoją kompanią Arseniusz Jermoliński wycofał się do Modlina i dalej do Warszawy. Brał udział w obronie warszawskiego Grochowa za co został odznaczony Krzyżem Srebrnym Orderu Virtuti Militari. Odznaczony ponadto m.in.: Krzyżem Walecznych, Medalem Za udział w wojnie obronnej 1939 i Medalem Za Warszawę 1939-1945.

### Walki we wsi Chrostowo
O zmroku III baon zdobywa miejscowość Chrostowo Wielkie, która częściowo płonie. W blaskach dopalającej się wsi, przy akompaniamencie ciężkiej broni maszynowej, pocisków świetlnych i zapalających, przelatujących nad głowami żołnierzy 21 pp, dowódca III batalionu kpt. Obrębowski wezwał do siebie por. Arseniusza Jermolińskiego oraz trzech celowniczych i trzech taśmowych. Gdy wezwani stali już przed nim, podał komendę „baczność” i powiedział ze wzruszeniem: Panie poruczniku wcielam do 3 kompanii ciężkich karabinów maszynowych 21 pp „Dzieci Warszawy” trzy ciężkie karabiny maszynowe zdobyte na Niemcach w pierwszym z nimi boju w dniu 3 września 1939 roku. Zdobytą bronią rozkazuję niszczyć wroga aż do całkowitego zwycięstwa.

### Obrona Warszawy
17 września III batalion, wzmocniony 4 kompanią kapitana Michała Polegaja z II batalionu oraz ciężką bronią maszynową (udział 3 komp.  ckm Arseniusza), wykonał krótkie, ale gwałtowne uderzenie na koncentrujące się w rejonie ulicy Krypskiej oddziały niemieckie. Wypad ten został uwieńczony całkowitym powodzeniem. Grupujące się oddziały niemieckie zostały rozproszone, przy czym zniszczono kilka gniazd karabinów maszynowych i jedno działo szturmowe.

#### Wniosek na odznaczenie „KRZYŻEM VIRTUTI MILITARI”
Uzasadnienie: W walce w dniu 16 na 17 września br na przedmieściu Grochów wykazał bardzo wielką odwagę i spokój jako d-ca komp. km wielokrotnie wysuwał się do pierwszych linii kierując przesuwaniem poszczególnych ckm i moździerzy dając im zadanie i kierując ich ogniem. Przy odejściu baonu po wykonaniu zadania szedł ostatni z bronią maszynową czuwając nad bezpieczeństwem reszty Oddziału. .... Podstawa II/1/13 s.33-42 .... Za zgodność Szef Centralnego Archiwum Wojskowego, Warszawa, dnia „12" sierpnia 1969 r.-

## Po kapitulacji
Po kapitulacji, został umieszczony w obozie Doessel/Warburg i osadzony w Oflagu XB. Podczas pobytu pomógł w ucieczce więźniów wojennych, za co został przeniesiony od obozu karnego w Lubece. Wykonano podkop pod ogrodzeniem, do ucieczki wyznaczono wyłącznie osoby mówiące płynnie po niemiecku.
Oswobodzony przez armię amerykańską 1 kwietnia 1945 roku. Następnie do grudnia 1945 roku był komendantem obozu przejściowego dla powracających do Polski.
Po powrocie do kraju zawarł związek małżeński z Marią Jaworską z Bogatego i osiadł w Przasnyszu. Swoimi działaniami pielęgnował pamięć o żołnierzach 21 pp „Dzieci Warszawy”. Zmarł 8 lipca 1993 roku. Został pochowany na cmentarzu w Bogatem.
W dniu 1 września 2013 roku w alei zasłużonych w Parku Dydaktycznym w Rostkowie został odsłonięty jego pomnik. Otwarto również poświęconą mu wystawę.